# Бей Пойнт
Бей Пойнт (Bay Point, „Носът/Върхът на залива“) е населено място в окръг Контра Коста, в района на залива на Сан Франциско, щата Калифорния, Съединените американски щати.
Има население от 21 534 души (2000) и обща площ от 24,1 кв. км (9,3 кв. мили).
Бей Пойнт е крайната метростанция на жълтата линия на БАРТ.
1. ↑  data.census.gov //   Посетен на 1 януари 2022 г.